# Buprestis lyrata
Buprestis lyrata es una especie de escarabajo del género Buprestis, familia Buprestidae. Fue descrita por Casey en 1909.
La larva se alimenta de Abies grandis, Pinus ponderosa, Pseudotsuga menziesii. Habita el oeste de América del Norte.